# Rochovce
Rochovce é um município da Eslováquia, situado no distrito de Rožňava, na região de Košice. Tem 8,33 km² de área e sua população em 2018 foi estimada em 336 habitantes.

## Demografia
| Ano:        | 1994 | 2004   | 2014   | 2024   |
| ----------- | ---- | ------ | ------ | ------ |
| Broj ljudi: | 297  | 322    | 339    | 366    |
| Razlika:    |      | +8,41% | +5,27% | +7,96% |

| Ano:               | 2023 | 2024   |
| ------------------ | ---- | ------ |
| Número de pessoas: | 363  | 366    |
| Diferença:         |      | +0,82% |